# 狂想曲
狂想曲（英語：rhapsody），古典音乐的一种曲式，是出现于19世纪初的一种富有民族特色的史诗性器乐曲，常直接采用民间曲调。

## 代表性的狂想曲
- 李斯特·費倫茨：《匈牙利狂想曲》十九首
- 艾曼紐·夏布里耶：《西班牙狂想曲》
- 喬治·蓋希文：《藍色狂想曲》
- 謝爾蓋·拉赫曼尼諾夫：《帕格尼尼主題狂想曲》
- 皇后樂團：《波希米亞狂想曲》